# Бановце-над-Бебравоу
Ба́новце-над-Бебравоу (словац. Bánovce nad Bebravou, нем. Banowitz, венг. Bán, иногда рус. Бановцы-над-Бебравой) — город в западной Словакии на реке Бебрава. Население — около 18 тыс. человек.

## История
Бановце был впервые упомянут в 1232. В 1376 стал свободным королевским городом. В истории Бановце есть две чёрные страницы — 1431— 1433, когда город сожгли гуситы и 1633, когда в Бановце остановилось турецкое войско. В средние века город славился своими ремесленниками, особенно сапожниками.

## Население
| Год:                | 1994   | 2004    | 2014    | 2024     |
| ------------------- | ------ | ------- | ------- | -------- |
| Количество человек: | 20 716 | 20 725  | 18 933  | 16 103   |
| Разница:            |        | +0,04 % | −8,64 % | −14,94 % |

## Достопримечательности

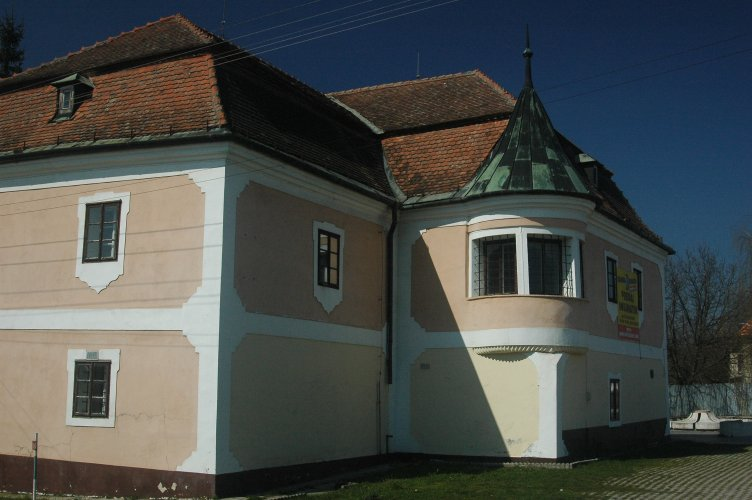
Замок

- Костёл св. Николая
- Костёл св. Троицы
- Замок Горне Озоровце